# Wendelin
Wendelin – imię męskie o nieustalonym do końca pochodzeniu, ale przyjmuje się, że stanowi ono skróconą formę imion germańskich dwuczłonowych, takich jak Wendelbert, Wendelmar, Wendelgart. Pierwszy człon, Wendel-, najprawdopodobniej oznaczał "pochodzący z plemienia Wandalów". Św. Wendelin był pasterzem i być może mnichem, według tradycji przybyłym z Irlandii.
Wendelin imieniny obchodzi 21 października.
Znane osoby noszące to imię:
- Wendelin Werner —  francuski matematyk urodzony w Niemczech, laureat medalu Fieldsa
- Jan Karol Wandalin Mniszech — generał lejtnant wojska koronnego, podkomorzy wielki litewski
- Stanisław Jerzy Wandalin Mniszech — chorąży wielki koronny, kanonik przemyski, syn poprzedniego